# Катет (Британська Колумбія)
Регіональний округ Катет (англ. qathet) — регіональний округ в Канаді, у провінції Британська Колумбія. Колишній округ Пауелл-Ривер. У 2018 році відбулось перейменування на Катет у зв'язку з частою плутаниною, яка виникала між регіональним округом Пауелл-Ривер та однойменним містом Пауелл-Ривер.

## Населення
За даними перепису 2016 року, регіональний округ нараховував 20070 жителів, показавши зростання на 0,8%, порівняно з 2011-м роком. Середня густина населення становила 4 осіб/км².
З офіційних мов обидвома одночасно володіли 1 425 жителів, тільки англійською — 18 430, тільки французькою — 10, а 50 — жодною з них. Усього 1,575 осіб вважали рідною мовою не одну з офіційних, з них 100 — одну з корінних мов, а 30 — українську.
Працездатне населення становило 52,5% усього населення, рівень безробіття — 7,8% (8,8% серед чоловіків та 6,6% серед жінок). 80,5% були найманими працівниками, 17,3% — самозайнятими.
Середній дохід на особу становив $38 073 (медіана $29 296), при цьому для чоловіків — $45 954, а для жінок $30 304 (медіани — $36 689 та $24 107 відповідно).
29,4% мешканців мали закінчену шкільну освіту, не мали закінченої шкільної освіти — 19,3%, 51,3% мали післяшкільну освіту, з яких 26,2% мали диплом бакалавра, або вищий, 105 осіб мали вчений ступінь.
| Статево-вікова структура населення | Статево-вікова структура населення | Статево-вікова структура населення | Статево-вікова структура населення | Статево-вікова структура населення |
| ---------------------------------- | ---------------------------------- | ---------------------------------- | ---------------------------------- | ---------------------------------- |
|                                    |                                    |                                    |                                    |                                    |
| Всього                             | Всього                             | 49,7%50,3%                         |                                    |                                    |
| 0 — 14 років                       | 0 — 14 років                       |                                    | 12,7%                              | 12,7%                              |
| 15 — 64 років                      | 15 — 64 років                      |                                    | 59,7%                              | 59,7%                              |
| 65 і більше                        | 65 і більше                        |                                    | 27,7%                              | 27,7%                              |
| 85 і більше                        | 85 і більше                        |                                    | 3,1%                               | 3,1%                               |
| 100 і більше                       | 100 і більше                       |                                    | 0%                                 | 0%                                 |
| Середній вік (років)               | Середній вік (років)               | 47,848,9                           | 48,4                               | 48,4                               |
| Медіана (років)                    | Медіана (років)                    | 53,253,7                           | 53,5                               | 53,5                               |
| — чоловіки — жінки                 |                                    |                                    |                                    |                                    |

| Походження мешканців:     | Походження мешканців:     | Походження мешканців: | Походження мешканців: | Походження мешканців: |
| ------------------------- | ------------------------- | --------------------- | --------------------- | --------------------- |
| Походження                |                           |                       | осіб                  | %                     |
| Корінні американці        | Корінні американці        |                       | 1 980                 | 10.09%                |
| Інше північноамериканське | Інше північноамериканське |                       | 5 265                 | 26.84%                |
| Європейське               | Європейське               |                       | 16 705                | 85.16%                |
| британське                | британське                |                       | 12 075                | 61.56%                |
| французьке                | французьке                |                       | 2 745                 | 13.99%                |
| українське                | українське                |                       | 1 080                 | 5.51%                 |
| Карибське                 | Карибське                 |                       | 60                    | 0.31%                 |
| Латинськоамериканське     | Латинськоамериканське     |                       | 120                   | 0.61%                 |
| Африканське               | Африканське               |                       | 125                   | 0.64%                 |
| Азійське                  | Азійське                  |                       | 540                   | 2.75%                 |
| Океанійське               | Океанійське               |                       | 180                   | 0.92%                 |

| Зайнятість населення за галузями (за класифікацією NOC): | Зайнятість населення за галузями (за класифікацією NOC): | Зайнятість населення за галузями (за класифікацією NOC): | Зайнятість населення за галузями (за класифікацією NOC): | Зайнятість населення за галузями (за класифікацією NOC): |
| -------------------------------------------------------- | -------------------------------------------------------- | -------------------------------------------------------- | -------------------------------------------------------- | -------------------------------------------------------- |
|                                                          |                                                          |                                                          |                                                          |                                                          |
| Управління                                               | Управління                                               |                                                          | 10,5%                                                    | 10,5%                                                    |
| Бізнес, фінанси та адміністрування                       | Бізнес, фінанси та адміністрування                       |                                                          | 10,8%                                                    | 10,8%                                                    |
| Природничі та прикладні науки                            | Природничі та прикладні науки                            |                                                          | 4,4%                                                     | 4,4%                                                     |
| Охорона здоров'я                                         | Охорона здоров'я                                         |                                                          | 9,3%                                                     | 9,3%                                                     |
| Освіта, правозахист, муніципальні та урядові служби      | Освіта, правозахист, муніципальні та урядові служби      |                                                          | 10%                                                      | 10%                                                      |
| Мистецтво, культура, відпочинок та спорт                 | Мистецтво, культура, відпочинок та спорт                 |                                                          | 2,9%                                                     | 2,9%                                                     |
| Роздрібна торгівля та послуги                            | Роздрібна торгівля та послуги                            |                                                          | 23,4%                                                    | 23,4%                                                    |
| Гуртова торгівля, транспорт та обладнання                | Гуртова торгівля, транспорт та обладнання                |                                                          | 18,6%                                                    | 18,6%                                                    |
| Природні ресурси, сільське господарство                  | Природні ресурси, сільське господарство                  |                                                          | 5,3%                                                     | 5,3%                                                     |
| Виробництво                                              | Виробництво                                              |                                                          | 4,7%                                                     | 4,7%                                                     |

## Населені пункти
До складу регіонального округу входить місто Пауелл-Ривер, а також хутори, інші малі населені пункти та розосереджені поселення.

## Клімат
Середня річна температура становить 7,6°C, середня максимальна – 18,6°C, а середня мінімальна – -3,4°C. Середня річна кількість опадів – 1 381 мм.
| Клімат поселення                              | Клімат поселення | Клімат поселення | Клімат поселення | Клімат поселення | Клімат поселення | Клімат поселення | Клімат поселення | Клімат поселення | Клімат поселення | Клімат поселення | Клімат поселення | Клімат поселення | Клімат поселення |
| Показник                                      | Січ.             | Лют.             | Бер.             | Квіт.            | Трав.            | Черв.            | Лип.             | Серп.            | Вер.             | Жовт.            | Лист.            | Груд.            |                  |
| Середній максимум, °C                         | 4,64             | 6,04             | 7,54             | 10,05            | 13,41            | 16,42            | 17,92            | 18,64            | 15,49            | 10,72            | 6,08             | 3,34             |                  |
| Середня температура, °C                       | 0,61             | 2,02             | 3,50             | 6,01             | 9,37             | 12,38            | 15,50            | 16,21            | 13,08            | 8,29             | 3,65             | 0,95             |                  |
| Середній мінімум, °C                          | −3,43            | −2,02            | −0,53            | 1,98             | 5,34             | 8,35             | 13,09            | 13,80            | 10,66            | 5,88             | 1,23             | −1,48            |                  |
| Норма опадів, мм                              | 175              | 130              | 122              | 94               | 82               | 74               | 49               | 55               | 62               | 153              | 206              | 179              |                  |
| Середньомісячна швидкість вітру, м/с          | 2.66             | 2.60             | 2.72             | 2.78             | 2.66             | 2.73             | 2.64             | 2.38             | 2.26             | 2.43             | 2.73             | 2.60             |                  |
| Середньомісячна сонячна радіація, кДж/м²·день | 2925             | 5704             | 9690             | 14568            | 18350            | 19550            | 20526            | 17546            | 12554            | 6796             | 3323             | 2264             |                  |
| --------------------------------------------- | ---------------- | ---------------- | ---------------- | ---------------- | ---------------- | ---------------- | ---------------- | ---------------- | ---------------- | ---------------- | ---------------- | ---------------- | ---------------- |
| Джерело:                                      |                  |                  |                  |                  |                  |                  |                  |                  |                  |                  |                  |                  |                  |